# Rallye Marokko 1976
Die 19. Rallye Marokko war der 6. Lauf zur Rallye-Weltmeisterschaft 1976. Sie fand vom 22. bis zum 27. Juni in den Regionen von Rabat, Agdir und Casablanca statt.

## Klassifikationen

### Endergebnis
| Rang | Fahrer                | Co-Pilot               | Auto               | Zeit (Std./Min./Sek.) | Rückstand Sieger (Std./Min./Sek.) Rückstand V (Min./Sek.) |
| ---- | --------------------- | ---------------------- | ------------------ | --------------------- | --------------------------------------------------------- |
| 1    | Jean-Pierre Nicolas   | Michel Gamet           | Peugeot 504 ti     | 20:20:15              | 0:00:00 00:00                                             |
| 2    | Simo Lampinen         | Atso Aho               | Peugeot 504 ti     | 20:42:52              | 0:22:37 22:37                                             |
| 3    | Sandro Munari         | Silvio Maiga           | Lancia Stratos HF  | 21:38:38              | 1:18:23 55:46                                             |
| 4    | Jean Deschazeaux      | Jean Plassard          | Citroën CX 2200    | 21:44:45              | 1:24:30 06:07                                             |
| 5    | Jean-Claude Lefèbvre  | Gérard Flocon          | Peugeot 504        | 22:06:54              | 1:46:39 22:09                                             |
| 6    | Jacky Privé           | Christian Gilbert      | Renault 17 Gordini | 22:34:17              | 2:14:02 27:23                                             |
| 7    | Marianne Hoepfner     | Michèle Espinosi-Petit | Peugeot 504 ti     | 22:40:51              | 2:20:36 06:34                                             |
| 8    | Christine Dacremont   | Evelyne Vanoni         | Peugeot 504 ti     | 22:52:07              | 2:31:52 11:16                                             |
| 9    | Jean Guichet          | Jacques Jaubert        | Peugeot 504 ti     | 22:59:05              | 2:38:50 06:58                                             |
| 10   | Jean-Claude Briavoine | Robert Schneck         | Renault 12 Gordini | 22:59:08              | 2:38:53 00:03                                             |

Insgesamt wurden 19 von 95 gemeldeten Fahrzeuge klassiert:

### Herstellerwertung
| Pos. | Team    | Punkte |
| ---- | ------- | ------ |
| 1    | Lancia  | 62     |
| 2    | Opel    | 42     |
| 3    | Peugeot | 30     |
| 4    | Datsun  | 30     |
| 5    | Saab    | 20     |

Die Fahrer-Weltmeisterschaft wurde erst ab 1979 ausgeschrieben.